# José Ortiz de Valdivielso y Aguayo
José Ortiz de Valdivielso y Aguayo, natural de La Roda (Albacete), fue un escritor español del siglo XVII.
Poco se sabe sobre él; solamente lo que averiguó el editor moderno de sus Discursos exemplares de un Indiano (Jerez de la Frontera: Fernando Rey, 1634), Antonio Rodríguez Moñino en su edición moderna de la obra (Valencia: La fuente que mana y corre, 1953). En su libro declara ser "natural de La Roda, en el marquesado de Villena, corregimiento de Chinchilla" y lo dedica a Manuel Alonso Pérez de Guzmán el Bueno, Duque de Medina Sidonia. Moñino creía que el único ejemplar de su obra se conservaba en la Hispanic Society of America, pero hay otro en la Biblioteca Nacional de Madrid. 
Es un hábil escritor costumbrista que sabe caracterizar a sus personajes. Según Rodríguez Moñino, su libro merece "sacarse del olvido de entre la enorme cantidad de libracos de toda laya que puras manías literarias están exhumando desde hace años". La obra posee estructura novelística autobiográfica y un estilo familiar. Los narradores son un indiano, un hidalgo y un labrador y sus descripciones poseen "una exactitud cronométrica". De ahí su importancia al reflejar la vida provincial de la antigua España y la no menor derivada de su lenguaje, rico en modismos.